# 愛治村
愛治村（あいじむら）は、1955年（昭和30年）まで愛媛県北宇和郡にあった村であり、現在の鬼北町の北部の谷あいの農山村である。
昭和の大合併で1955年（昭和30年）に広見町となり、地方自治体としての歴史は閉じた、さらに2005年（平成1年）に平成の大合併で鬼北町となり、現在に至っている。 地域名としての「愛治」は小学校の名などに継承されている。

## 地理
現在の鬼北町の北部。大宿川の流域。御開山などに囲まれた農山村。南北に細長い形で、北は御開山に連なる600メートル級の山々で東宇和郡野村町・魚成村と接し、東を山地で400から600メートル級の山々で三島村に、西は加町坂を境に二名村・好藤村、南を泉村や桜峠にて好藤村と接していた。当村から他の地域に出るには、川沿いに西野々集落まで下って広見川沿いの県道（のちに国道320号）に出るか、北の土屋(つちや)・西の加町坂(かまちざか)・南の桜峠(さくらとうげ)の各峠越えが必要であった。
大宿川が、大宿の南山ろくに源流を発し、清水集落にて西からの畔屋川と合流し、村内をほぼ南北に貫流し、隣村の泉村へと流れ込み同村大字小倉にて広見川と合流する。いずれも四万十川の支流の一つである。
他の村に出るには川沿いの道を下るか峠越えするかしかない、典型的な谷底集落であった。
地名の由来
地域の融和を重んじる地であったためとされる。
なお、大宿の由来は加藤清正の軍勢が長宗我部氏を討って当地に投宿した由来にもとづくものといわれる。と云う説もあるが、大宿の由来は平安京の大内裏にあった大宿直(おおとのい)に由来し河原淵殿大宿筑前守源朝臣安正の先祖である源正が治めていた事に由来するという説もある。支城に夷が森城、泉が森城などがある。戸田勝隆によって西園寺氏の旧臣が追放され大宿日向守諸正も下城する。

## 地域・社会

### 地域・集落
明治の合併前の村である、大宿（おおじゅく）、生田（いくた）、清水（せいずい）、畔屋（あぜや）、西野々（にしのの）の5箇村がそのまま大字となり、広見町となってからも続き、鬼北町になってからも続き現在に至る。（例 鬼北町大字大宿）
大宿川の上流から下流に向かって、大宿、生田、清水、西野々の順に集落が並び、畔屋は大宿川の支流である畔屋川の流域。大宿川に沿って谷底平地が形成され水田耕作が営まれている。
清水に役場や学校などがおかれ、村の中心となっている。

### 行政
役場
大字清水に置かれていた。
歴代村長
地域指定
山村振興法（昭和40年5月11日法律第64号）の「振興山村」に指定（昭和44年12月27日総理府告示、広見町では旧三島村と旧愛治村の2か所）。

### 学校
小学校　現存1校（分校が1校あったが、広見町の時期に統合した）
- 愛治小学校　https://aiji-e.esnet.ed.jp/　　　現存

大宿分校 - 1965年（昭和40年）統合
中学校　旧村内には現存しない（広見町の時期に統合、町内1校となる）
- 愛治中学校

1972年（昭和47年）北宇和・泉・愛治・三島の3校が統合して「広見中学校」となった。跡地には企業誘致策によりプラスチック製品工場が立地している。

## 歴史
中世
- 鳥屋の森（鳥屋ヶ森）城[注釈 5]の城主であった芝氏の所領[2]。

藩政期
- 宇和島藩領。河淵組に属す[2]。

明治以降
- 1889年（明治22年）12月15日 - 町制・市制施行時に、大宿、生田、清水、畔屋、西野の箇村の合併により愛治村'となる。
- 1922年（大正11年） - 四国自動車株式会社によって清水-近永-宇和島のバス路線の運行始まる。
- 1937年（昭和12年） - 土屋隧道開通[注釈 6]。
- 1955年（昭和30年）3月31日 - 近永町・三島村・泉村・好藤村との合併により広見町となる。

```
愛治村の系譜
（町村制実施以前の村）　（明治期）　　　　（昭和の合併）　（平成の合併）
　　　　　　　　　　　　町村制施行時
大宿　━━━━┓
生田　━━━━┫
清水　━━━━╋━━━愛治村━━━━━━┓
畔屋　━━━━┫　　　　　　　　　　　　┃
西野々━━━━┛　　　　　　　　　　　　┃昭和30年3月31日
　　　　　　　　　　　　　　　　　　　　┃合併
　　　　　　　　　　　近永町━━━━━━╋━広見町━━┳━━━┓平成17年1月1日
　　　　　　　　　　　好藤村━━━━━━┫　　　　　　┃　　　┃合併
　　　　　　　　　　　泉村━━━━━━━┫　　　　　　┃　　　┣━鬼北町
　　　　　　　　　　　三島村━━━━━━┛　　　　　　┃　　　┃
　　　　　　　　　　　　　　　　　　　　　　三間町━━┻━い　┃
　　　　　　　　　　　　　　　　　　　　　　日吉村━━━━━━┛

あ – 昭和33年8月1日広見町の大字是延が三間町へ区域変更
い – 平成17年8月1日宇和島市と合併
（注記）近永町以下の合併前、および日吉村の合併以前の系譜はそれぞれの記事を参照のこと。

```

## 産業
農業
米、麦、栗、桑などを産する。養蚕も営まれる。
養蚕から発展し、やがて隣の三島村とともに「愛三製糸連合会」をつくり1937年（昭和12年）には三島村に製糸工場も新設されるほどであった。畜産が導入されたのは広見町になって以降のことである。

## 交通
村内に鉄道はない。
宇和島自動車株式会社のバスが運行している。県道野村中村線（現在の国道441号、1982年（昭和57年）国道指定）が南北に縦貫しているが、他の村に行くには川の流れに沿って下る以外には峠道を行く以外になかった谷底の村である。特に北の土屋越えで野村へと結ぶ道は明治末から昭和初期の養蚕の盛んな時期には当地から繭を野村の製糸工場へと運ぶルートでもあった。

## 民俗
- 五つ鹿踊り
- 実盛送り

## 名所
- 竜王滝

## 出身者
- 古谷義正 - 元村長、広見町名誉町民
- 中谷利忠 - 元村長
- 玉井卓一 - 元村長